# Nolo contendere
Al sistema jurídic dels Estats Units d'Amèrica, el terme llatí  nolo contendere  (en català seria: «no vull contendre o disputar») és un al·legat que es pot declarar al cas d'un plet criminal en comptes de culpabilitat o innocència. El resultat de fet és semblant a la culpabilitat, ja que normalment comporta una condemna. L'acusat accepta la pena tot i no es declara ni culpable ni innocent. Aquest al·legat és relativament exclusiu al dret dels Estats Units. En altres països de dret anglosaxó, aquest al·legat no és permès, el reu ha de triar entre culpable o innocent, si no tria, el jutge el nota com una al·legació d'innocència.
Inculpat de corrupció, Spiro Agnew, el vicepresident sota Richard Nixon un cop hauria explicat l'al·legat així: «I didn't do it, but I'll never do it again» o traduït: «no ho vaig fer, però no ho tornaré a fer mai».